# Distretto di Si Samrong
Il distretto di Si Samrong (in thailandese: ศรีสำโรง) è un distretto (amphoe) della Thailandia, situato nella provincia di Sukhothai.